# Morane-Borel
O Morane-Borel, (também referenciado como Morane-Saulnier A ou simplesmente Monoplano Morane) foi um avião esportivo francês, que participou de várias corridas aéreas na Europa entre 1911 e 1912.

## Projeto e desenvolvimento
O Monoplano Morane era, como a designação indica, um monoplano de asa média, monomotor  de um só lugar em configuração de tração projetado e construído pelos Irmãos Morane e por Gabriel Borel, equipado com um motor Gnome Omega de 7-cilindros giratório refrigerado à ar, de 50 hp, acionando uma hélice Chauvière Intégrale  de duas lâminas.

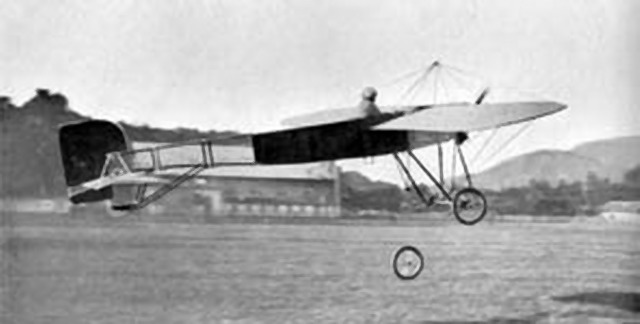
Émile Taddéoli decolando com
um Morane-Borel em 1913.

A fuselagem era de seção retangular do tipo "caixa", com a parte frontal coberta com madeira laminada e a parte traseira coberta por tecido (em alguns exemplares, a seção traseira ficava descoberta).

## Histórico operacional

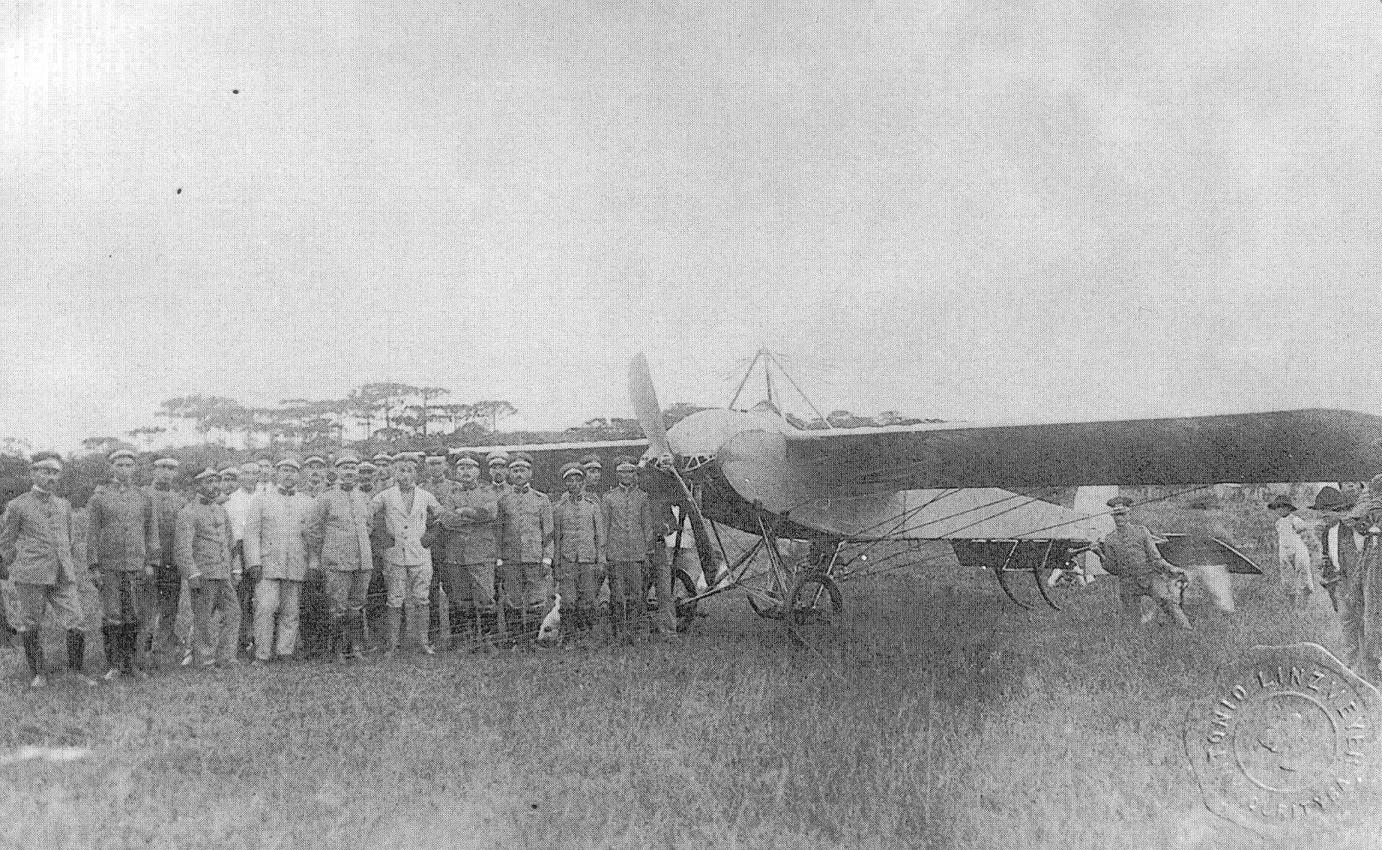
Morane-Borel da Polícia Militar do Paraná - 1918.

O Morane-Borel, foi uma das primeiras aeronaves monoplanas com sucesso comercial. Ele alcançou a fama quando Jules Védrines venceu a corrida aérea de 1911, Paris-Madrid, como único concorrente a terminar o percurso de quatro dias, pilotando um desses modelos. Um outro foi usado por André Frey na corrida Paris-Roma de 1911, terminando em terceiro. Émile Taddéoli foi outro conhecido proprietário de um "Monoplano Morane".
Uma versão com flutuadores voou na etapa britânica das competições de hidroaviões de 1912. Isso levou ao desenvolvimento de uma versão de dois lugares, da qual oito exemplares foram comprados pela Royal Navy e usados como aviões de vigia até o início da Primeira Guerra Mundial, em 1914.
Um exemplar do Morane-Borel foi adquirido pela Polícia Militar do Paraná (PMPR) do aviador Elígio Benini, em 1918. Um segundo exemplar do do Morane-Borel foi doado pela Marinha do Brasil à PMPR em 1919.

## Exemplares preservados
Em 2007 tinha-se notícia de um único exemplar preservado, passando por trabalhos de restauração no Museu de Aviação e Esoaço do Canadá (Canada Aviation and Space Museum).

## Operadores

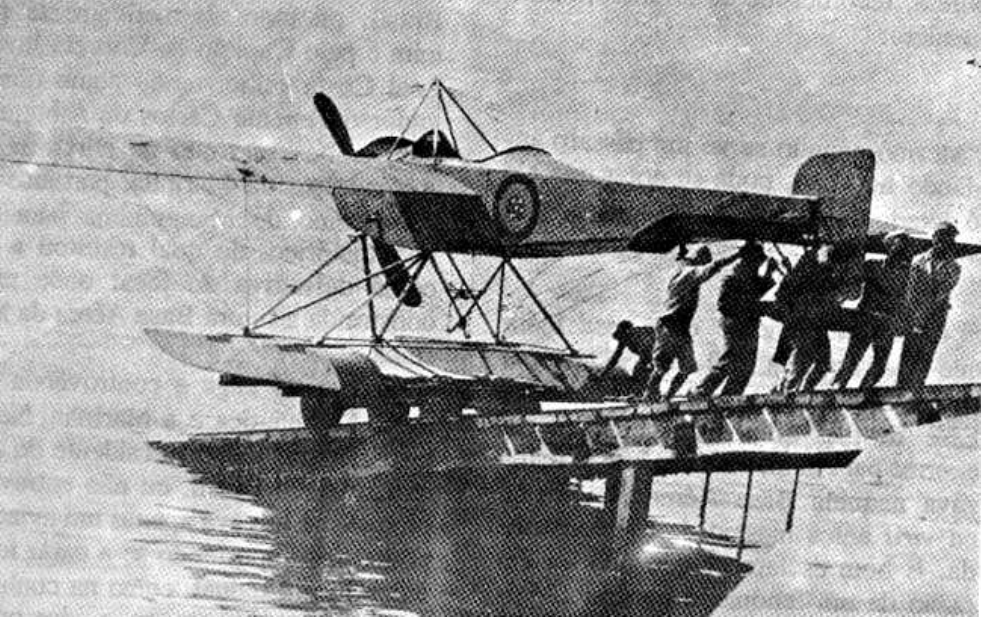
O Morane-Borel, doado pela Marinha à PMPR em 1919.

- Argentina
  - Força Aérea Argentina
- Brasil
  - Marinha do Brasil
  -  PMPR
- Roménia
  - Força Aérea Romena
- Reino Unido
  - Royal Navy
    - Royal Naval Air Service

## Especificação

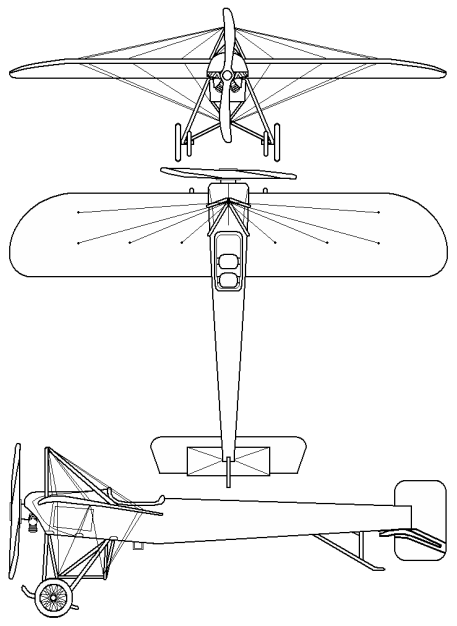
Esquema em três vistas do Morane-Borel.

Estas são as características do Morane-Borel
- Características gerais:
  - Tripulação: um
  - Comprimento: 6,30 m
  - Envergadura: 9,50 m
  - Altura: 2,26 m
  - Área da asa: 14 m²
  - Peso vazio: 200 kg
  - Peso máximo na decolagem: 430 kg
  - Motor: 1 x Gnome Omega de 7-cilindros giratório refrigerado à ar, de 50 hp.

- Performance:
  - Velocidade máxima: 111 km/h